# Гега
Гега је насељено место у општини Петрич у области Благоевград, Бугарска. Према попису из 2021. године било је 159 становника.
Према секретару Бугарске егзархије Димитру Мишеву, Гега је махала некадашњег села Игуменец у кокој је 1905. године живело 672 Словена хришћана.